# 寧州 (元至民國)
宁州，中国古代的州。
1276年，元朝设置，治所在今云南省华宁县。包括今云南省华宁县、通海县、峨山彝族自治县。1913年，废除宁州为黎县，后改为华宁县。